# Henderson Eels Football Club
Henderson Eels Football Club é um clube de futebol sediado em Honiara nas Ilhas Salomão. A equipe disputa o Campeonato Salomonense de Futebol.

## Elenco
Atualizado em 06 de novembro de 2020.
Legenda
- : Capitão
- : Jogador suspenso
- : Jogador lesionado